# Valor da Vida
Valor da Vida é uma telenovela portuguesa produzida pela Plural Entertainment e transmitida pela TVI de 30 de setembro de 2018 a 20 de maio de 2019, substituindo A Herdeira e sendo substituída por Prisioneira. Foi escrita por Maria João Costa, com filmagens em Guimarães, no Brasil e no Líbano.
É protagonizada por Rúben Gomes, Ana Sofia Martins, Dalila Carmo, Joana de Verona e Isabela Valadeiro.

## Sinopse
Artur (Rúben Gomes) e Carolina (Ana Sofia Martins), que não se conhecem, despertam no mesmo dia de estados alterados de consciência que os deixaram alheados da vida durante muitos anos. Os dois sentem-se deslocados do mundo em que acordam. As pessoas à sua volta são as mesmas, mas tudo mudou. Eles é que não querem aceitar as evidências.

### 1.ª Temporada
Carolina acorda depois de oito anos em coma. Ficou assim por causa de um acidente de carro que sofreu com o seu marido Vasco (Thiago Rodrigues), depois deste ter adormecido ao volante. Já ninguém esperava que ela pudesse despertar, mas também ninguém teve a coragem de desligar as máquinas de suporte vital.
Para o seu marido, a vida teve de continuar. Ele ficou com os gémeos do casal a seu cargo e encontrou um importante apoio em Sara (Joana de Verona), irmã de Carolina, que se disponibilizou desde a primeira hora para ajudar. Foi muito difícil aceitar que Carolina iria acordar, mas também foi essa informação que fez com que todos tivessem percebido que tinha chegado a hora de seguir em frente.
É neste contexto que Vasco e Sara se apaixonam, o que é uma realidade difícil de enfrentar para os dois pois, de algum modo, se sentem a trair Carolina. O tempo ajuda-os a aceitar a relação e no dia em que a resolvem assumir junto dos amigos, Carolina desperta do coma.
Nesse mesmo dia, Artur é encontrado inanimado por Aisha (Isabela Valadeiro) numas ruínas, mas não sabe quem é, de onde veio, ou o que está ali a fazer. Não tem uma única memória, e acaba por ser através das suas impressões digitais que ficam a saber a sua identidade, e que conseguem contactar a família.
Acontece que há vinte anos todos pensam que ele está morto, o que faz com que a notícia do seu aparecimento seja encarada com surpresa, nomeadamente por Júlia (Dalila Carmo), a sua mulher, que entretanto casou com Vitorino (Joaquim Horta), melhor amigo de Artur no passado. A notícia chega durante a leitura do testamento do pai de Artur e logo muitos pensam que se trata de um impostor, por parecer tão oportuno ele reaparecer do nada no momento de dividir a herança.
Quando Artur volta para casa a surpresa é ainda maior para a família, que fica em choque quando o vê chegar: Artur não envelheceu nada! Está igual ao dia em que o viram pela última vez, há vinte anos. Como era possível ele ter estado desaparecido durante todo este tempo e não ter envelhecido um único dia?
Artur tenta resgatar o seu passado, sem sucesso. Até ao dia em que vê Isabel (Daniela Melchior) e o seu rosto é-lhe familiar. Mais do que uma impressão, Artur sabe que a conhece. Mas como é que Artur se podia lembrar dela, se esteve desaparecido durante vinte anos e Isabel tem apenas dezanove? A resposta está em Camilla (Carolina Kasting), mãe de Isabel, uma mulher fria e implacável, dona de um poderoso império que camufla um negócio ilegal.
Na busca de respostas, Artur vai ser confrontado com as mulheres do seu passado, Camilla e Júlia, que vão querer recuperar o lugar que tinham na sua vida, ao mesmo tempo que é exposto às mulheres interessantes que a nova vida lhe dá: Aisha, a sua “princesa árabe”, a mulher que o resgata quando ele acorda, a primeira memória que ele guarda deste regresso à vida, e Carolina, com quem cria laços profundos graças às circunstâncias que partilham e que, tal como ele, procura recuperar o passado perdido, como se fosse possível fazer o tempo andar para trás.
O que Artur não sabe é que estas quatro mulheres têm acesso às informações que esclarecem os motivos do seu desaparecimento e porque foi dado como morto durante vinte anos.

### 2.ª Temporada
Passados três meses, Artur está a jardinar feliz e diz a Cleonice que Camilla foi a Salvador. Camilla entra em casa, a chorar. Jaques liga-lhe e diz que está em Salvador, pois percebeu que ela não está bem. Camilla manda-o embora, mas Jaques não desiste e diz que vai ter com ela. Pedro e Rita dizem que já se passaram três meses desde que a mãe se atirou ao rio e não percebem porque é que ela fez isso. Vasco não quer que eles continuem com aquela conversa senão não os leva com ele.

## Elenco
| Ator/Atriz          | Personagem                    | Temporada       | Temporada       |
| Ator/Atriz          | Personagem                    | 1               | 2               |
| ------------------- | ----------------------------- | --------------- | --------------- |
| Rúben Gomes         | Artur Bastos Moreira          | Protagonista    | Protagonista    |
| Ana Sofia Martins   | Carolina Folque               | Protagonista    | Protagonista    |
| Dalila Carmo        | Júlia Bastos Moreira Remédios | Antagonista     | Antagonista     |
| Joana de Verona     | Sara Folque                   | Antagonista     | Antagonista     |
| Isabela Valadeiro   | Aisha Afonso                  | Protagonista    | Protagonista    |
| Carolina Kasting    | Camilla Vasconcelos           | Atriz Convidada | Atriz Convidada |
| Marcello Antony     | Jesus Gonzaga                 | Ator Convidado  | Ator Convidado  |
| Thiago Rodrigues    | Vasco Folque                  | Ator Convidado  | Ator Convidado  |
| Daniela Melchior    | Isabel Vasconcelos            | Regular         | Regular         |
| Daniela Melchior    | Camilla (jovem)               | Participação    | Ausente         |
| Pedro Barroso       | Alexandre Bastos Moreira      | Regular         | Ausente         |
| José Pimentão       | Alexandre Bastos Moreira      | Participação    | Regular         |
| Joaquim Horta       | Vitorino Remédios             | Regular         | Regular         |
| Vera Kolodzig       | Ana Clara Bastos              | Regular         | Regular         |
| Dina Félix da Costa | Jamilah Afonso                | Regular         | Regular         |
| Nuno Pardal         | Luís Ortega                   | Regular         | Regular         |
| Pedro Hossi         | Carlos Brito                  | Regular         | Regular         |
| Sílvia Rizzo        | Cidália Brito                 | Regular         | Regular         |
| Susana Arrais       | Cláudia Folque                | Regular         | Regular         |
| Teresa Tavares      | Gabriela «Becas» Brito        | Regular         | Regular         |
| Cassiano Carneiro   | Eugénio Maria Bastos          | Regular         | Regular         |
| Ana Saragoça        | Piedade Bastos                | Regular         | Regular         |
| Adriano Toloza      | Leonardo                      | Regular         | Regular         |
| Thaiane Anjos       | Dalva                         | Regular         | Regular         |
| Isaac Alfaiate      | Paulo Bastos / Sri Raj Ashram | Regular         | Regular         |
| João Pedreiro       | Jacques da Silva / Norberto   | Regular         | Regular         |
| Romeu Costa         | Marcelo Remédios              | Regular         | Regular         |
| José Condessa       | Bruno Vasconcelos             | Regular         | Regular         |
| Laura Dutra         | Raíssa Afonso                 | Regular         | Regular         |
| Isabel Figueira     | Michelle Brito                | Regular         | Regular         |
| Bruna Quintas       | Marta Bastos Moreira          | Regular         | Regular         |
| Tássia Camargo      | Aminah                        | Ausente         | Regular         |
| Margarida Nazário   | Rita Folque                   | Infantil        | Infantil        |
| Guilherme Rocha     | Pedro Folque                  | Infantil        | Infantil        |

## Elenco adicional
| Ator                      | Personagem                  |
| ------------------------- | --------------------------- |
| Alexander William Smith   | Papa                        |
| Pedro Lamares             | Mário Cordeiro              |
| Manuel Wiborg             | Manuel Afonso/Costa Teles   |
| Bia Seidl                 | Maria Pia                   |
| Eduardo Gaspar            | Renato Morais               |
| Henri Pagnoncelli         | Lobo                        |
| Neusa Borges              | Roseli Ferreira Rocha       |
| Igor do Vale              | Inspetor Polícia Judiciária |
| Miguel Melo               | Padre Adriano               |
| Eric da Silva             | Príncipe árabe              |
| Helena Afonso             | Rosa                        |
| Marina Albuquerque        | Maria do Céu                |
| Mariana Moreno            | Mãe de Camilla              |
| Helena Isabel             | Madame Gerard               |
| André Gago                | Dionísio Costa Teles        |
| Dmitry Bogomolov          |                             |
| Diogo Mesquita            | Sobral                      |
| Filipe Abreu              | Pepe                        |
| Inês Gonçalves            | Laura                       |
| Catarina Mira             | Solange                     |
| Teresa Macedo             | Júlia (Flashback)           |
| Miguel Thiré              | Jesus (Flashback)           |
| Rodrigo Paganelli         | Vitorino (Flashback)        |
| Paulo Oom                 |                             |
| Leonor Biscaia            |                             |
| Soraia Tavares            | Aline                       |
| Sara Inês                 |                             |
| Joana Machado Madeira     | Cármen                      |
| Carlos Oliveira           | Vítor                       |
| Carlos Freixo             |                             |
| Paulo Duarte Ribeiro      |                             |
| Susana Vitorino           |                             |
| Jamilce Costa             |                             |
| Ioana Sandu               | Madame                      |
| Graciano de Castro Amorim | Advogado Artur              |
| Ana Cristina de Oliveira  | Joana                       |

## Transmissão
Na TVI, a telenovela foi transmitida originalmente de 30 de setembro de 2018 a 20 de maio de 2019.
Foi resposta pelo canal TVI Ficção entre 24 de dezembro de 2020 e 15 de junho de 2021, substituindo A Herdeira, sua antecessora na exibição original, e sendo substituída por A Teia.

#### Exibição Internacional
No Brasil, foi exibida pela Rede Bandeirantes de 31 de outubro de 2022 a 1º de setembro de 2023 na faixa das 22h, em 220 capítulos, marcando o retorno das tramas portuguesas ao canal desde a primeira temporada de Nazaré nove meses antes, esta que foi a última produção a ser transmitida no país devido ao programa Faustão na Band ocupar todo o espaço que eram exibidas as telenovelas. Foi substituída pelo seriado britânico Outlander.
A telenovela seria exibida no lugar de Ouro Verde a partir de junho de 2020, tendo a sua estreia suspensa devido à paralisação da dobragem gerada por restrições relacionadas com a crise global provocada pela COVID-19 e sendo substituida por uma reposição da versão brasileira de Floribella.
Em setembro de 2022, a emissora paulista confirmou a sua exibição. O tema de abertura original da novela foi alterado para "Tem Três" de Thales Lessa com participação de Gusttavo Lima.
Em 18 de novembro de 2022, o Ministério da Justiça do Brasil reclassificou a novela, que antes era "Não Recomendada Para Menores de 12 Anos", para "Não Recomendado Para Menores de 16 Anos", pelas cenas envolvendo "conteúdo sexual, drogas e violência".
Está sendo repostada pela Band desde 30 de junho de 2025, ocupando a faixa das 7h da manhã, marcando a volta de tramas matinais desde Violetta. A novela, no entanto, é exibida apenas para emissoras que não transmitem a programação local no horário citado.
| País     | Canal             | Título adaptado | Temporadas | Estreia                | Final                  | Capítulos | Horário                    |
| -------- | ----------------- | --------------- | ---------- | ---------------------- | ---------------------- | --------- | -------------------------- |
| Portugal | TVI               | Valor da Vida   | 2          | 30 de setembro de 2018 | 20 de junho de 2019    | 203       | Segunda a sábado, às 21h30 |
| Brasil   | Rede Bandeirantes | Valor da Vida   | 2          | 31 de outubro de 2022  | 1º de setembro de 2023 | 220       | Segunda a sexta, às 22h00  |
| Brasil   | Rede Bandeirantes | Valor da Vida   | TBA        | 30 de junho de 2025    | TBA                    | TBA       | Segunda a sexta, ás 7h00   |

## Lista de temporadas
| Resumo | Resumo | Episódios | Episódios | Originalmente exibido  | Originalmente exibido |
| Resumo | Resumo | Episódios | Episódios | Estreia da temporada   | Final da temporada    |
| ------ | ------ | --------- | --------- | ---------------------- | --------------------- |
|        | 1      | 90        | 90        | 30 de setembro de 2018 | 12 de janeiro de 2019 |
|        | 2      | 113       | 113       | 14 de janeiro de 2019  | 20 de maio de 2019    |

## Audiência
Na estreia, a 30 de setembro de 2018, Valor da Vida foi líder e marcou 11,5% de rating e 25,0% de share, com cerca de 1 milhão e 114 mil espectadores, sendo o pior resultado de uma estreia de uma telenovela da TVI. No segundo episódio, a 1 de outubro de 2018, bateu recorde, cravando 12,5% de rating e 26,9% de share, com cerca de 1 milhão e 211 mil espetadores, liderando as audiências. No terceiro episódio, exibido mais tarde, bateu um recorde de share com 12,4% de rating e 28,7% de share, com cerca de 1 milhão e 201 mil espectadores, na liderança. No nono episódio bateu um novo recorde de audiência registando 12,9% de rating e 27,4% de share, com cerca de 1 milhão e 253 mil espectadores, na liderança.
A 24 de dezembro, a trama fixou-se no meio milhão de espectadores e perdeu para a RTP1 e SIC. A novela teve o pior resultado de sempre. Em termos médios, Valor da Vida fixou-se nos 5,2% de audiência média com 16,0% de share e 500.200 espectadores fidelizados em média. O filme Vaiana, da SIC, liderou neste horário de forma absoluta. A vice-liderança ficou por conta do Circo de Natal da RTP1. A 12 de janeiro de 2019, sábado, o último episódio da primeira temporada registou 11,0% de rating e 23,6% de share, com cerca de 1 milhão e 75 mil espectadores, sendo o programa mais visto do dia.
A segunda temporada estreia um dia depois, segunda-feira, e registra 13,0% de rating e 27,3% de share, com cerca de 1 milhão e 254 mil espectadores, sendo o programa mais visto do dia. No segundo episódio, a novela caiu para segundo lugar na faixa ao marcar 10,8% de rating e 22,3% share, com cerca de 1 milhão e 48 mil espectadores. No dia 17 de abril de 2019, Valor da Vida bateu recorde e marcou 13,5% de rating e 27,7% de share. No dia 20 de maio de 2019, segunda, o último episódio de Valor da Vida, registra 12,0% de rating e 25,2% de share, com cerca de 1 milhão e 160 mil espectadores.
| Média | Média     | Episódios exibidos | Rating | Share | Ref.   |
| ----- | --------- | ------------------ | ------ | ----- | ------ |
| 2018  | Setembro  | 1                  | 11,5%  | 25,0% | [ 15 ] |
| 2018  | Outubro   | 27                 | 11,7%  | 25,4% | [ 25 ] |
| 2018  | Novembro  | 25                 | 11,3%  | 24,4% | [ 26 ] |
| 2018  | Dezembro  | 26                 | 10,5%  | 23,4% | [ 27 ] |
| 2019  | Janeiro   | 27                 | 11,6%  | 24,7% | [ 28 ] |
| 2019  | Fevereiro | 24                 | 11,5%  | 24,1% | [ 29 ] |
| 2019  | Março     | 26                 | 11,0%  | 23,5% | [ 30 ] |
| 2019  | Abril     | 28                 | 11,2%  | 23,7% | [ 31 ] |
| 2019  | Maio      | 19                 | 11,1%  | 25,2% | [ 32 ] |
| Total | Total     | 203                | 11,3%  | 24,4% |        |

### Audiência no Brasil
O diretor Rodolfo Schneider declarou que não havia uma meta de audiência estipulada para ser alcançada, mas que a expectativa é de que a trama mantenha o público do Faustão na Band. Na sua estreia, dia 31 de outubro de 2022, Valor da Vida alcançou 1,9 pontos e 3% de share, mantendo os índices da faixa da linha de shows das últimas semanas, ficando em quarto lugar. O segundo capítulo registrou 1,9 pontos, a mesma média da estreia. O terceiro capítulo marcou 2,2 pontos, seu recorde. O último capítulo de Valor da Vida na Band marcou 1,2 pontos e 2,3% de share. Teve média geral de 1,2 pontos.